# Форсаж
Форса́ж (англ. afterburner, в Великобритании применяется термин reheat) — режим работы некоторых реактивных двигателей, применяемый для временного увеличения тяги в случае необходимости, такой как взлёт, разгон до сверхзвуковой скорости, либо для манёвров во время воздушного боя. Обычно достигается за счёт сжигания дополнительного топлива в форсажной камере сгорания и повышения интенсивности теплового процесса. Применяется в основном на боевых самолётах. Единственными гражданскими самолётами, на которых применялся форсаж, были пассажирские Ту-144 и Конкорд.
Форсажный режим работы воздушно-реактивного двигателя реализуется с помощью дополнительной форсажной камеры сгорания (далее ФКС), располагающейся за основной камерой сгорания и турбиной. При включении форсажа в ФКС сжигается дополнительное горючее, при этом происходит интенсивный подогрев рабочего тела, что, в свою очередь, приводит к увеличению его скорости истечения из сопла и росту тяги двигателя.
Температура газов за основной камерой сгорания ограничивается в основном жаростойкостью и жаропрочностью лопаток турбины. Установка за турбиной дополнительной камеры сгорания позволяет обойти это ограничение. Основным недостатком такого решения является резкое падение экономичности двигателя, обусловленное низким содержанием свободного кислорода в продуктах сгорания, истекающих из основной камеры сгорания и подающихся сначала на турбину, а затем в форсажную камеру. Работа в таком режиме сопряжена со значительными тепловыми и механическими нагрузками на конструкцию практически всех узлов и агрегатов двигателя, поэтому время работы на форсаже для большинства типов самолётов ограничено минутами. Исключение составляют высотные сверхзвуковые самолёты наподобие истребителей-перехватчиков МиГ-25/МиГ-31 или самолёта-разведчика Lockheed SR-71, двигатели которых специально приспособлены для продолжительной работы в форсажном режиме.
В силу означенных выше причин переход на форсажный режим работы двигателя производится лишь в случае необходимости энергичного разгона летательного аппарата и/или его полёта на высокой скорости (взлёт, набор высоты с целью занятия выгодной позиции для атаки, экстренный выход из боя, преодоление зоны действия ПВО противника и т. д.), а также если дополнительный расход топлива окупается соответствующим приростом дальности полёта. На некоторых самолётах после отрыва от ВПП форсажный режим части двигателей выключается для экономии топлива, хотя это и вызывает некоторые проблемы с устойчивостью.
При работе двигателя на форсаже за реактивным соплом возникает видимая струя раскалённых газов, имеющая характерную «полосатую» структуру, так называемые диски Маха). 
При неполном сгорании керосина (из-за недостатка кислорода) струя будет иметь красный цвет с жёлтыми вертикальными кольцами. Если горение хорошо оптимизировано, то цвет пламени будет синий. Из-за несовершенства топливной аппаратуры некоторых двигателей иногда наблюдается интересный эффект — на одном и том же самолёте у одного двигателя на форсаже выхлоп синий, у второго — красный или жёлтый.
Первым серийным самолётом, двигатель которого планово работал на форсаже в течение всего полёта, был SR-71 Blackbird (а также его несерийный предшественник Lockheed A-12).